# Cayo Rama
Cayo Rama o Rama Cay (en lengua rama: Rama Ki n-Lakun) es una isla o cayo en la laguna o bahía de Bluefields en la costa oriental (atlántica o caribeña) de Nicaragua, que posee unas 22 hectáreas de superficie (0,22 km²) y es administrada como parte de la Región Autónoma de la Costa Caribe Sur. En esta isla viven la mayoría de los aborígenes 
rama.
Durante el siglo XVII o XVIII, el más poderoso de los miskitos otorgó la isla al pueblo rama, en reconocimiento de su asistencia en la lucha contra los indígenas Térraba.
Cuando una misión Morava se estableció en la isla en 1857, los rama comenzaron lo que sería un cambio general a la utilización de una lengua criolla basada en el inglés en lugar de su ancestral Idioma rama. 
Después de la incorporación de la Reserva Mosquito a Nicaragua se introdujo la enseñanza del español. La isla, que consiste en prácticamente dos pequeños cayos, conectadas por un puente, tiene una población de cerca de 900 personas. La isla tiene una escuela primaria y secundaria, así como una iglesia morava. La velocidad de viaje en barco a la ciudad más cercana, Bluefields, dura unos 20 minutos.